# الأردنيون في الإمارات العربية المتحدة
هناك الآلاف من الأردنيين الذين يقيمون في دولة الإمارات العربية المتحدة. اعتبارًا من عام 2009، قُدر عددهم بنحو 250,000 نسمة، بزيادة 80,000 نسمة في عام 2003، مما يجعلهم واحدًا من أكبر مجتمعات الشتات الأردني في جميع أنحاء العالم وفي منطقة الخليج العربي وهم ثاني أكبر المجتمعات من العرب غير المواطنين المقيمين في الإمارات العربية المتحدة بعد المصريين. يعيش معظم الأردنيون في إمارة دبي وفي العاصمة أبو ظبي.

## الوضع الاقتصادي
تحظى العمالة الأردنية بتقدير كبير وهي مطلوبة في جميع أنحاء البلاد. العديد من الأردنيين مؤهلون جيدًا ويشغلون مناصب تتطلب تدريبًا ماهرًا. يعمل معظمهم في إدارية كالأساتذة والمديرين والمصرفيين والأطباء والمهندسين. أطلقت دولة الإمارات العربية المتحدة العديد من مشاريع التطوير والبناء في الأردن، وقد تم تصميم الكثير منها لتمكين الأردنيين الذين يعيشون في دبي من الاستثمار في وطنهم الأم. وفي عام 2010، تعاون بريد الإمارات مع البريد الأردني لإنشاء خدمة تحويل أموال فعالة، مما يسمح للأشخاص الذين يعيشون في دولة الإمارات العربية المتحدة بإرسال الأموال إلى الأردن في أقل من 24 ساعة. واعتبرت هذه الاتفاقية مفيدة لمئات المغتربين الأردنيين في الإمارات العربية المتحدة، الذين أصبح بإمكانهم اليوم إرسال الأموال إلى وطنهم مقابل رسوم تحويل منخفضة.

## شخصيات معروفة
بعض الأشخاص الإماراتيين ذوي الأصول الأردنية:
- الأميرة هيا بنت الحسين أميرة دبي «سابقًا»
- الجليلة بنت محمد بن راشد ال مكتوم، ابنة الشيخ محمد بن راشد ال مكتوم والأميرة هيا أميرة دبي «سابقًا»